# غيجان (مقاطعة كلاردشت)
غيجان (بالفارسية: گیجان) هي قرية تقع في Kuhestan Rural District في إيران. يقدر عدد سكانها بـ 72 نسمة بحسب إحصاء 2016.